# Elin Åhlin
Elin Åhlin (15 de diciembre de 1990) es una deportista sueca que compite en tiro, en la modalidad de rifle.
Ganó tres medallas en el Campeonato Mundial de Tiro entre los años 2014 y 2022, y siete medallas en el Campeonato Europeo de Tiro entre los años 2017 y 2024.

## Palmarés internacional
| Campeonato Mundial | Campeonato Mundial       | Campeonato Mundial | Campeonato Mundial                |
| Año                | Lugar                    | Medalla            | Prueba                            |
| ------------------ | ------------------------ | ------------------ | --------------------------------- |
| 2014               | Granada (España)         | Medalla de plata   | Rifle 3 posiciones 300 m          |
| 2018               | Changwon (Corea del Sur) | Medalla de bronce  | Rifle 3 posiciones 300 m          |
| 2022               | El Cairo (Egipto)        | Medalla de bronce  | Rifle 3 posiciones 300 m          |
| Campeonato Europeo |                          |                    |                                   |
| Año                | Lugar                    | Medalla            | Prueba                            |
| 2017               | Bakú (Azerbaiyán)        | Medalla de oro     | Rifle en pos. tendida 300 m       |
| 2021               | Osijek (Croacia)         | Medalla de plata   | Rifle 3 posiciones 300 m          |
| 2022               | Zagreb (Croacia)         | Medalla de plata   | Rifle 3 posiciones 300 m          |
| 2022               | Zagreb (Croacia)         | Medalla de plata   | Rifle 3 posiciones 300 m mixto    |
| 2022               | Zagreb (Croacia)         | Medalla de bronce  | Rifle en pos. tendida 300 m       |
| 2024               | Osijek (Croacia)         | Medalla de oro     | Rifle 3 posiciones 300 m mixto    |
| 2024               | Osijek (Croacia)         | Medalla de oro     | Rifle en pos. tendida 300 m mixto |